# Wspólnota Demokracji
Wspólnota Demokracji, WD (ang. Community of Democracies, CD) – międzyrządowa koalicja państw o zasięgu globalnym, powstała w 2000 roku na podstawie deklaracji „Ku Wspólnocie Demokracji" (nazywana Deklaracją Warszawską) podpisanej przez przedstawicieli 106 państw podczas konferencji ministerialnej w Warszawie (25-27 lipca 2000). Jej głównym celem jest promowanie demokratycznych zasad oraz wzmacnianie demokratycznych norm i instytucji.

## Historia
Pomysłodawcami i inicjatorami zwołania pierwszej Konferencji Ministerialnej w Warszawie byli prof. Bronisław Geremek oraz Madeleine Albright, Sekretarz Stanu USA, którzy w roku 2000 doprowadzili do powstania grupy zwołującej ministrów spraw zagranicznych. 

## Grupa Zwołująca
Grupa Zwołująca (GZ, ang. Convening Group) wykonuje w ramach WD funkcję koordynującą. Do jej zadań należy m.in. ustalanie programu konferencji Ministerialnych, decydowanie o kryteriach zapraszania do Wspólnoty Demokracji, uzgadnianie inicjatyw mających promować i wzmacniać demokrację oraz rozwiązywanie kwestii proceduralnych i administracyjnych. Decyzje w ramach GZ podejmowane są przez konsensus. Rząd sprawujący prezydencję Wspólnoty Demokracji jest odpowiedzialny za zorganizowanie u siebie konferencji ministerialnej oraz prowadzenie innych przedsięwzięć podejmowanych przez WD.

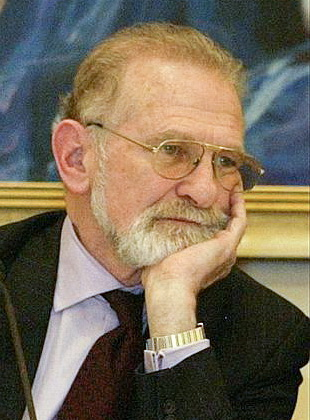
Bronisław Geremek, były Minister Spraw Zagranicznych Polski, jeden z inicjatorów organizacji

W skład grupy zwołującej pierwszą konferencję Wspólnoty Demokracji należały Czechy, Indie, Korea Południowa, Mali, Polska oraz Stany Zjednoczone. Obradowała w Warszawie 25 - 27 czerwca 2000 r.
Obecny skład grupy zwołującej:
| Grupa             | Państwo                       |
| ----------------- | ----------------------------- |
| Grupa afrykańska  | Mali                          |
| Grupa afrykańska  | Maroko                        |
| Grupa afrykańska  | Południowa Afryka             |
| Grupa afrykańska  | Republika Zielonego Przylądka |
| Grupa amerykańska | Chile                         |
| Grupa amerykańska | Meksyk                        |
| Grupa amerykańska | Salwador                      |
| Grupa amerykańska | Stany Zjednoczone             |
| Grupa azjatycka   | Filipiny                      |
| Grupa azjatycka   | Indie                         |
| Grupa azjatycka   | Korea Południowa              |
| Grupa azjatycka   | Mongolia                      |
| Grupa europejska  | Czechy                        |
| Grupa europejska  | Litwa                         |
| Grupa europejska  | Polska                        |
| Grupa europejska  | Portugalia                    |
| Grupa europejska  | Włochy                        |

GZ spotyka się przeważnie w Waszyngtonie (z różną częstotliwością, średnio co 2 miesiące) lub w Genewie, jeżeli spotkanie dotyczy kwestii związanych z prawami człowieka. Organizowane są też spotkania w stolicy państwa, które aktualnie sprawuje prezydencję.

## Konferencje Ministerialne
Najważniejszym wydarzeniem Wspólnoty jest organizowana co dwa lata na szczeblu ministrów spraw zagranicznych Konferencja Ministerialna. Wspólnocie przewodniczy państwo-gospodarz nadchodzącej konferencji (obecnie Litwa).
Wspólnota Demokracji nie ma ustalonego stałego członkostwa – na konferencje zaprasza państwa rząd kraju-gospodarza, po uprzednim zaakceptowaniu kandydatur przez Grupę Zwołującą WD (na konferencje zapraszano każdorazowo ponad 100 państw). Państwa spełniające kryteria uczestnictwa przyjęte przez Wspólnotę Demokracji 27 września 2002 r. (tj. w których funkcjonują procedury demokratyczne, istnieje system wielopartyjny, państwo prawa, wolność wypowiedzi, etc.) są zapraszane w charakterze pełnoprawnych uczestników, inne które nie spełniają tych kryteriów ale „znajdują się na drodze ku demokracji” uczestniczą w konferencjach w charakterze obserwatorów.
W okresie między konferencjami ministerialnymi forum wymiany opinii są spotkania ministrów spraw zagranicznych państw Wspólnoty Demokracji odbywane co roku jesienią przy okazji sesji Zgromadzenia Ogólnego w Nowym Jorku.
| Nr | Rok  | Miasto       | Państwo           | Uwagi                                                            |
| -- | ---- | ------------ | ----------------- | ---------------------------------------------------------------- |
| 1. | 2000 | Warszawa     | Polska            |                                                                  |
| 2. | 2002 | Seul         | Korea Południowa  |                                                                  |
| 3. | 2005 | Santiago     | Chile             |                                                                  |
| 4. | 2007 | Bamako       | Mali              |                                                                  |
| 5. | 2009 | Lizbona      | Portugalia        |                                                                  |
|    | 2010 | Kraków       | Polska            | Spotkanie jubileuszowe z okazji 10. rocznicy powstania wspólnoty |
| 6. | 2011 | Wilno        | Litwa             |                                                                  |
| 7. | 2013 | Ułan Bator   | Mongolia          |                                                                  |
| 8. | 2015 | San Salvador | Salwador          |                                                                  |
| 9. | 2017 | Waszyngton   | Stany Zjednoczone |                                                                  |

## Klub demokratyczny ONZ
W Deklaracji Warszawskiej, stanowiącej faktycznie dokument założycielski Wspólnoty, zawarto zobowiązanie rządów do współpracy w kwestiach związanych z demokracją w ramach istniejących organizacji międzynarodowych oraz do formowania koalicji w celu wspierania rezolucji i działań podejmowanych w celu promowania demokracji. Jednym z owoców tej deklaracji jest powstanie we wrześniu 2004 r. Klubu Demokratycznego ONZ, dzięki któremu państwa Wspólnoty Demokracji wspierały powołanie Funduszu NZ na Rzecz Demokracji (UNDEF) oraz Rady Praw Człowieka ONZ. Zdaniem wielu państw Wspólnoty dotychczasowa współpraca w ramach klubu nie spełnia jednak pokładanych w niej nadziei.

## Pozarządowy Proces Wspólnoty Demokracji
Podczas przygotowań do konferencji ministerialnej w Santiago ukonstytuował się jako Pozarządowy Proces Wspólnoty Demokracji (Non-Governmental Process for the Community of Democracies). W jego skład wchodzą organizacje społeczeństwa obywatelskiego, naukowcy i eksperci zaangażowani w promowanie demokracji. Część pozarządowa procesu służy jako źródło informacji i ekspertyz dla rządów państw Wspólnoty. W celu koordynacji działań Procesu Pozarządowego i przygotowań do konferencji ministerialnej powołano Sekretariat Wykonawczy składający się z organizacji pozarządowych państwa-gospodarza konferencji.
Oprócz Sekretariatu Wykonawczego, utworzono Międzynarodowy Komitet Sterujący (International Steering Committee) procesu pozarządowego, który koncentruje się na wypracowywaniu propozycji mających wzmacniać proces rządowy WD. Składa się on z 21 przedstawicieli organizacji społeczeństwa obywatelskiego z 5 regionów świata oraz z przedstawiciela Sekretariatu Wykonawczego.
Dzięki współdziałaniu Pozarządowego Procesu WD oraz państw GZ został stworzony Międzynarodowy Komitet Doradczy (International Advisory Committee), składający się z ekspertów pozarządowych, który wspomaga prace GZ, dostarczając skupionym w niej państwom ekspertyzy i rekomendacje dotyczące krajów, które mają być zaproszone na Konferencje Ministerialne Wspólnoty.

## Konferencja w Bamako
IV Konferencja Ministerialna Wspólnoty Demokracji odbyła się w dniach 14-17 listopada 2007 r. w Bamako. Udział w niej wzięli przedstawiciele rządów ok. 70 krajów i organizacji międzynarodowych – ONZ, UNDP, UNESCO, OECD, Banku Światowego oraz liczne organizacje pozarządowe. Podczas Konferencji przyjęto dokument końcowy "Konsensus z Bamako ws. demokracji, rozwoju i zwalczania ubóstwa".
Dokument podkreśla występowanie dodatniej zależności między rozwojem gospodarczo-społecznym a demokracją, rolę społeczeństwa obywatelskiego i sektora prywatnego w tworzeniu warunków dla rozwoju demokracji oraz postuluje wzmocnienie samorządów lokalnych. Zawiera również propozycję powołania w ramach Wspólnoty Demokracji forum dla przedstawicieli sektora prywatnego.
Konsensus z Bamako wzywa państwa Wspólnoty do większej współpracy w wypracowywaniu wspólnych stanowisk na forum organizacji międzynarodowych regionalnych i globalnych oraz potępia terroryzm. W dokumencie końcowym została także zawarta decyzja o utworzeniu w Warszawie Stałego Sekretariatu Wspólnoty Demokracji.

## Stały sekretariat
Stały Sekretariat WD wspomaga koncepcyjnie i organizacyjnie prace Przewodniczącego Wspólnoty Demokracji oraz Grupy Zwołującej. Podejmuje zadania natury administracyjnej, operacyjnej i technicznej, oraz utrzymuje kontakty z organizacjami pozarządowymi i innymi partnerami. Siedziba sekretariatu jest Warszawa na podstawie aneksu do dokumentu końcowego z konferencji w Bamako. W czerwcu 2008, Grupa Zwołująca wybrała profesora Bronisława Misztala na Dyrektora Wykonawczego Stałego Sekretariatu.